# Monty Woolley
Pour les articles homonymes, voir Woolley.
Monty Woolley est un acteur américain, né le 17 août 1888 à New York et mort le 6 mai 1963 .

## Filmographie
- 1936 : Quatre Femmes à la recherche du bonheur (Ladies in Love) d'Edward H. Griffith : Homme dans la boîte
- 1937 : La Vie, l'Art et l'Amour (Live, Love and Learn) de George Fitzmaurice : M.. Bawltitude
- 1937 : La Joyeuse Suicidée (Nothing Sacred) : Dr. Oswald Vunch - de Prague
- 1938 : Everybody Sing : John 'Jack' Fleming
- 1938 : Le Retour d'Arsène Lupin (Arsène Lupin Returns) : Georges Bouchet
- 1938 : La Belle Cabaretière (The Girl of the Golden West) : Le gouverneur
- 1938 : The Forgotten Step : Le collectionneur d'art
- 1938 : Trois Camarades (Three Comrades) de Frank Borzage : Dr Jaffe
- 1938 : Barreaux blancs (Lord Jeff) : Le bijoutier
- 1938 : Vacation from Love (en) : Wedding Guest in Car
- 1938 : Le Jeune docteur Kildare (Young Dr. Kildare) de Harold S. Bucquet : Dr Lane-Porteus
- 1938 : Artists and Models Abroad : Gantvoort
- 1939 : Zaza : Fouget-interviewer
- 1939 : La Baronne de minuit (Midnight) : Le Juge
- 1939 : Never Say Die : Dr Schmidt
- 1939 : L'Irrésistible Monsieur Bob (Man about Town) de Mark Sandrich : Henri Dubois
- 1939 : Honeymoon in Bali : Parker, L'éditeur de Smitty
- 1939 : Dancing Co-Ed : Professeur Lange
- 1939 : See Your Doctor : Docteur
- 1942 : L'homme qui vint dîner (The Man Who Came to Dinner) : Sheridan Whiteside
- 1942 : The Pied Piper : John Sidney Howard
- 1942 : Life Begins at Eight-Thirty de Irving Pichel : Madden Thomas
- 1943 : Holy Matrimony : Priam Farrell
- 1944 : Depuis ton départ (Since You Went Away) : Colonel William G. Smollett
- 1944 : Pour les beaux yeux de ma mie (Irish Eyes Are Smiling) : Edgar Brawley
- 1945 : Molly and Me de Lewis Seiler : John Graham
- 1946 : Nuit et Jour (Night and Day) de Michael Curtiz
- 1947 : Honni soit qui mal y pense (The Bishop's Wife) : Prof. Wutheridge
- 1948 : La Chasse aux millions (Miss Tatlock’s Millions) : Miles Tatlock
- 1951 : Rendez-moi ma femme (As Young as You Feel) : John R. Hodges
- 1955 : Kismet : Omar

## Théâtre
- 1927 : See America First
- 1929 : Fifty Million Frenchmen
- 1930 : The Second Little Show
- 1930 : The New Yorkers
- 1931 : America's Sweetheart
- 1933 : Walk a Little Faster
- 1933 : Champagne, Sec
- 1935 : Jubilee
- 1936 : On Your Toes
- 1938 : Knights of Song
- 1939 : The Man Who Came to Dinner